# Guberevac, Knić
Guberevac (izvirno srbsko Губеревац) je naselje v Srbiji, ki upravno spada pod Občino Knić; slednja pa je del Šumadijskega upravnega okraja.

## Demografija
V naselju živi 663 polnoletnih prebivalcev, pri čemer je njihova povprečna starost 45,4 let (45,0 pri moških in 45,9 pri ženskah). Naselje ima 281 gospodinjstev, pri čemer je povprečno število članov na gospodinjstvo 2,81.
To naselje je, glede na rezultate popisa iz leta 2002, večinoma srbsko.
|  |

| Demografija | Demografija     | Demografija     |
| Leto        | Št. prebivalcev | Št. prebivalcev |
| ----------- | --------------- | --------------- |
|             |                 |                 |
|             |                 |                 |
|             |                 |                 |
|             |                 |                 |
| 1948        | 1265            |                 |
| 1953        | 1221            |                 |
| 1961        | 1223            |                 |
| 1971        | 1223            |                 |
| 1981        | 1089            |                 |
| 1991        | 958             | 939             |
| 2002        | 807             | 790             |
|             |                 |                 |

| Etnična sestava po popisu iz leta 2002 | Etnična sestava po popisu iz leta 2002 | Etnična sestava po popisu iz leta 2002 | Etnična sestava po popisu iz leta 2002 | Etnična sestava po popisu iz leta 2002 |
| -------------------------------------- | -------------------------------------- | -------------------------------------- | -------------------------------------- | -------------------------------------- |
| Srbi                                   | Srbi                                   |                                        | 782                                    | 98,98%                                 |
| Črnogorci                              | Črnogorci                              |                                        | 4                                      | 0,50%                                  |
| Neznano                                | Neznano                                |                                        | 2                                      | 0,25%                                  |